# Rineloricaria microlepidogaster
Rineloricaria microlepidogaster és una espècie de peix de la família dels loricàrids i de l'ordre dels siluriformes.

## Morfologia
Els mascles poden assolir els 19,3 cm de longitud total.

## Distribució geogràfica
Es troba al Brasil i a l'Argentina.